# 金吉商店
株式会社金吉商店（かねきちしょうてん）は、日本の小売業者。

## 概要
東京都台東区谷中に本社を置く。茶をはじめ、茶菓子や食品などの販売を手掛けている。谷中銀座商店街を代表する老舗のひとつとして知られている。さらに、ホテルを展開するなど、宿泊業にも進出している。経営は創業家である関一族が担っている。

## 金吉園
東京都台東区において、茶葉や海苔の小売店「金吉園」を営んでいる。谷中銀座商店街に古くから立地しており、「谷中きっての老舗店」と評されている。店奥には茶を一定の温度に保つ機能を持った倉庫を備え、店頭には茶の香りが漂う。
1950年代の開店で、茶葉と海苔を扱う昔ながらの小売店であったが、1970年代に店舗をビル化、急須や湯飲みなど茶器も取り扱うようになった。近年では、谷中銀座商店街を訪れる外国人観光客が急増したことにともない、英語による商品説明書も完備するようになった。こうした取り組みは、テレビ朝日系列で放送される『モーニングバード』など、小規模小売店の国際化対応の事例としてマスコミに取り上げられることも多い。また、鹿児島県茶業会議所から「かごしま茶販売協力店」の指定を受けている。店舗での販売のほか、卸売も行っている。

## かね吉一燈庵

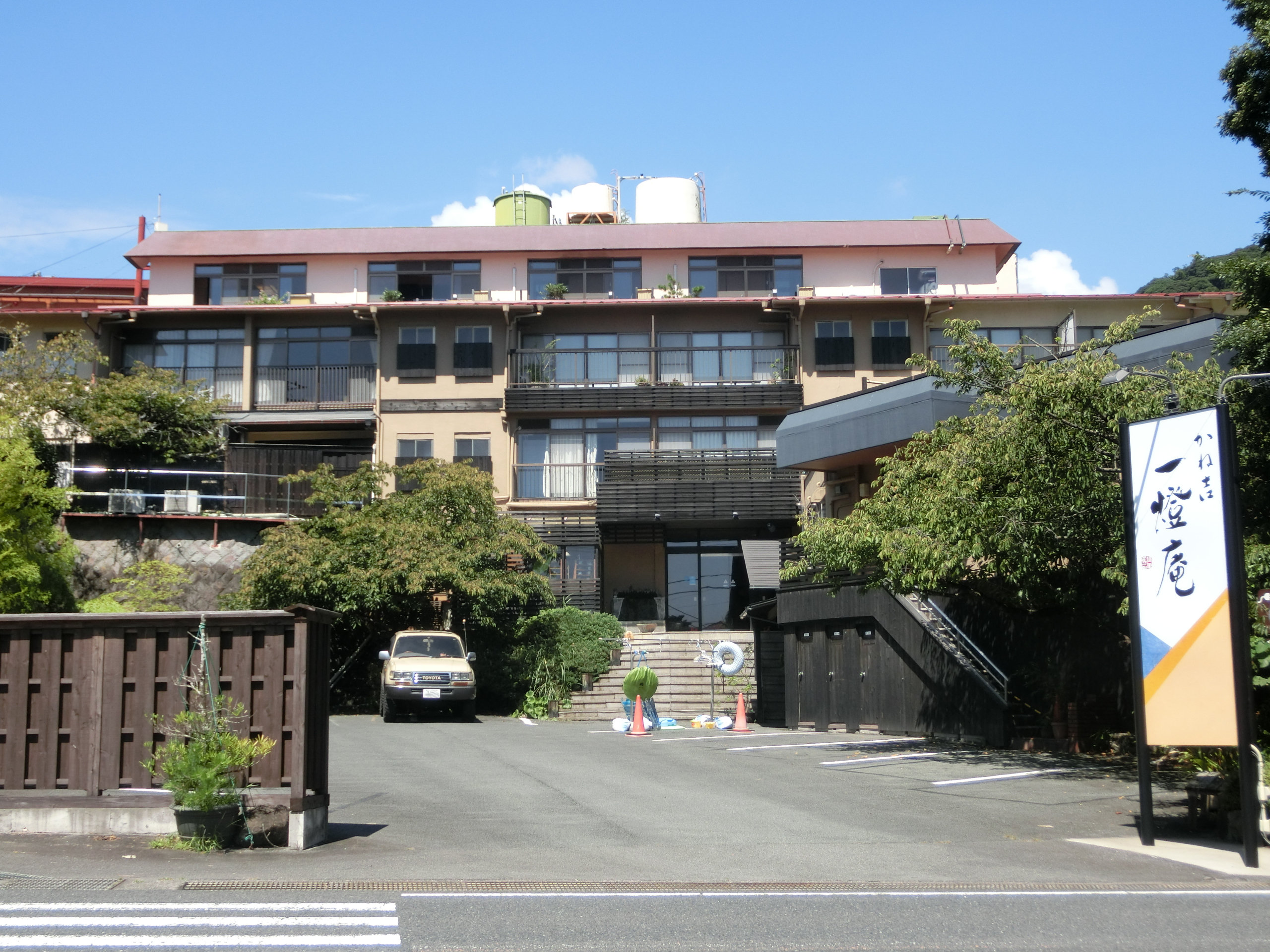
かね吉一燈庵

静岡県賀茂郡河津町においては、ホテルを展開している。今井浜温泉に立地し、今井浜海岸がすぐ目の前に広がっており、今井浜海水浴場など観光地に程近い。1972年の創業で、従前は「かね吉」として営業してきたが、2005年7月に「かね吉一燈庵」に改名、リニューアルした。文藝春秋が発行する『週刊文春』や、テレビ東京系列で放送される『厳選!いい宿』など、マスコミにさかんに取り上げられ、このうち『おとなの週末』誌による調査では伊豆地区の旅館で唯一の総合評価5を獲得した。また、『週刊文春』でこのホテルに関する記事を執筆したジャーナリストの村田和子は「お茶屋さんを経営されているオーナーが、『自分が泊まりたいと思う宿を……』というコンセプトで運営。設備やサービスなど、細部にまでこだわった宿」だと評している。従業員の採用なども含め、ホテルの運営は全て金吉商店がおこなってきた。その後、傘下企業として新たに「株式会社一燈庵」を設立し、関圭宏が代表取締役に就任し、ホテル運営を担っている。

## お茶の菊川城
静岡県道79号吉田大東線が通り、東名高速道路の菊川インターチェンジの前という交通の要衝の地に、城郭を模した地上4階建（櫓部を含めると5階建）のビルがある。
実業家の関正治が1988年7月に「菊川農園」を設立し建設に着手し、総工費3億円を投じて総面積1056平方メートル・4階建ての建物を完成させ、1989年3月6日にオープンした。
金吉商店はこの館を「お茶の菊川城」と称しており、茶葉や茶菓子などを販売する店舗を設けているほか、展示会の開催可能なイベントフロアも備えていた。2021年に有限会社開利（菊川市半済，人材派遣業。有限会社加藤軽合金と代表者、所在地同じ）に譲渡するまで、30年余りにわたり金吉商店が運営した。現在も開利によって従前通り営業が続けられている。
イベントフロアは絵画展、生け花展などに利用されている。2008年4月には大正期まで輸出用の日本茶に使用されていたラベル「蘭字」をアレンジした「新蘭字」の展示会に使用され、店舗で販売する製品にもこのラベルが採用された。なお、「お茶の菊川城」は実際の城郭を活用したわけではなく、いわゆる天守閣風建築物である。日本の歴史上、「菊川城」という名の城郭が存在したという根拠はない。また、菊川市の高田大屋敷遺跡と横地氏城館群とを総称して「菊川城館遺跡群」と呼ぶこともあるが、これはあくまで菊川にある城館の遺跡群という意味であり、菊川城という名の城が存在したわけではない。